# Klaviertrio WoO 39 (Beethoven)
Das Klaviertrio WoO 39 in B-Dur ist die letzte Klaviertrio-Komposition von Ludwig van Beethoven.

## Entstehung und Aufbau
Das Werk entstand am 26. Juni 1812. Wie Beethoven schrieb, war es für „meine kleine Freundin Maxe Brentano zu ihrer Aufmunterung im Klawierspielen“ gedacht. Maximiliane Brentano war die damals zehnjährige Tochter von Beethovens Freundin Antonie Brentano und später Widmungsträgerin von Beethovens Klaviersonate E-Dur op. 109. Sie heiratete 1824 den Beamten Friedrich von Blittersdorf.
Das Klaviertrio WoO 39 besteht aus einem einzelnen Satz, einem Allegretto. Die Durchführung steht, wie beim zuvor entstandenen großen Klaviertrio B-Dur op. 97, das „Erzherzog-Trio“, in der Medianttonart D-Dur.

## Erstdruck
Das Klaviertrio WoO 39 wurde erst 1830 im Verlag Dunst in Frankfurt am Main veröffentlicht. 